# دیوید براون
دیوید براون (انگلیسی: David Brown؛ ۱۰ مهٔ ۱۹۰۴ – ۳ سپتامبر ۱۹۹۳) یک بازرگان اهل بریتانیا بود.